# 正負之間
《正負之間》，為CATCHPLAY攜手文策院、日本樂天、SPO、Video Market共同出品的BL偶像劇，由石承泫、林上豪、李見騰、鄭齊磊主演，2022年4月15日於CATCHPLAY+首播。

## 播出時間

### 網路
| 頻道/影音    | 所在地                        | 播映日期      | 播出時間          |
| ------------ | ----------------------------- | ------------- | ----------------- |
| CATCHPLAY+   | 臺灣                          | 2022年4月15日 | 每週五 12:00 上架 |
| Rakuten TV   | 日本                          | 2022年4月15日 | 每週五 12:00 上架 |
| Video Market | 日本                          | 2022年4月15日 | 每週五 12:00 上架 |
| GagaOOLala   | 亞洲服務地區                  | 2022年4月15日 | 每週五 12:00 上架 |
| Viki         | 歐洲 · 美洲 · 印度 · 新西兰 · | 2022年4月15日 | 每週五 12:00 上架 |

## 劇情
鄭則守與傅理躬從六歲成為朋友開始，就再也沒有離對方太遠，一路從小學、國中、高中、大學到踏入社會，如今既是律師事務所的同事、也是住在對面的室友。沒想到維持22年的友情平衡意外動搖，這兩個原本處於天秤兩端的對等存在開始傾斜，悸動的心往彼端逐漸滑去，一發不可收拾……

## 演員列表

### 主要演員
| 演員   | 角色     | 介紹 |
| 石承泫 | 傅理躬   | 「興望律師事務所」成員 27歲，跟鄭則守是從出生就認識的好哥兒們，因為十八歲生日那天發生的某件事開始對他抱有不一樣的情感，總是因為無法拒絕他的邀約而被捲入麻煩事。於最後一集跟鄭則守結為連理。 |
| 林上豪 | 鄭則守   | 「興望律師事務所」成員 27歲，個性開朗隨興。受到家庭環境影響選擇成為離婚律師，人如其名秉持著「守護重要的人」的正義感和信念。於最後一集跟傅理躬結為連理。                                     |
| 李見騰 | 簡英澤   | 洗衣店老闆 35歲，鄭則守和傅理躬是其常客。離婚後和前妻輪流照顧女兒，個性壓抑、容易認真過頭。最後跟加藤勇氣是伴侶。                                                                           |
| 鄭齊磊 | 加藤勇氣 | 「浪苑」的當紅bartender 29歲，擁有迷人魅力，許多客人都慕其名而來，是個充滿公關氣息的博愛主義者。最後跟簡英澤是伴侶。                                                                        |

### 其他演員
| 演員   | 角色   | 介紹 |
| 古承頤 | 鄭雪晴 | 鄭則守的妹妹，藝術大學三年級 20歲，主修編劇學程。個性古靈精怪的她時常和鄭則守打鬧，也把傅理躬當成另一個哥哥看待，三人感情非常要好！                     |
| 陳星彤 | 簡仁玲 | 簡英澤的女兒，國小五年級 10歲，是個成熟的小大人，尊重父母離異原因，卻一直擔心沒人照顧的簡英澤，直到遇見加藤勇氣後，開始暗中促成「兩個爸爸」的家庭計畫！ |
| 王品澔 | 錢忠厚 | 「興望律師事務所」律師助理 26歲，平常跟在傅理躬爸爸身邊處理瑣事。個性單純、是個總為事務所帶來歡樂的陽光男孩。                                           |
| 艾雨帆 | Amy    | 酒吧「浪苑」成員 25歲，個性純真直接。 與人相處時總是少一根筋，天馬行空的調酒功力與品味讓人不敢恭維！                                                    |
| 林逸欣 | Nikita | 酒吧「浪苑」總負責人 30歲，視加藤勇氣為親弟弟。個性獨立、敢愛敢恨的烈女！                                                                               |
| 林明森 | 傅興望 | 傅理躬的父親 55歲，從檢察官退休後創辦「興望律師事務所」，與鄭則守的父親鄭瑋傑是多年老友。作事頗有原則，在公事上非常嚴謹，私底下卻非常隨和。             |
| 李辰翔 | 鄭瑋傑 | 鄭則守、鄭雪晴的父親 50歲，經營小吃店，與傅理躬的父親傅興望是多年老友。一直以來都很想替兒子鄭則守找到理想的結婚對象，因此每半年就會幫他安排一次相親。   |

### 特別演出
| 演員     | 角色      | 介紹 | 登場集數        | 備註 |
| 鄭宇恩   | 小魚      | 鄭則守和傅理躬的高中同學。 | 1（回憶）、番外 | 正篇僅在鄭則守和傅理躬的對白中提及，於番外篇中正式出場。                                                                |
| 程鈺婷   | 柯熙      | 齊天的妻子，因家暴委託傅理躬辦理離婚事宜。 | 1、3            | |
| 張啟瑞   | 齊天      | 柯云熙的丈夫，原本打算委託鄭則守處理與柯云熙的離婚事宜，後鄭則守發現柯云熙找的律師是傅理躬後放棄委託，在得知鄭則守幫助柯云熙提出刑事訴訟後對其進行報復，最終被警方逮捕。 | 1、4-5          | |
| 張雅惟   | 相親女子  | 鄭瑋傑和傅興望分別為鄭則守和傅理躬安排的相親對象。 | 1               | 相親女子中除「簡璇」外其余演員無角色名。                                                                                |
| 高佩喻   | 相親女子  | 鄭瑋傑和傅興望分別為鄭則守和傅理躬安排的相親對象。 | 1               | 相親女子中除「簡璇」外其余演員無角色名。                                                                                |
| 張菁菁   | 相親女子  | 鄭瑋傑和傅興望分別為鄭則守和傅理躬安排的相親對象。 | 1               | 相親女子中除「簡璇」外其余演員無角色名。                                                                                |
| 黃子柔   | 相親女子  | 鄭瑋傑和傅興望分別為鄭則守和傅理躬安排的相親對象。 | 1               | 相親女子中除「簡璇」外其余演員無角色名。                                                                                |
| 徐宥霖   | 相親女子  | 鄭瑋傑和傅興望分別為鄭則守和傅理躬安排的相親對象。 | 1               | 相親女子中除「簡璇」外其余演員無角色名。                                                                                |
| 簡璇     | 相親女子  | 鄭瑋傑和傅興望分別為鄭則守和傅理躬安排的相親對象。 | 1-2             | 相親女子中除「簡璇」外其余演員無角色名。                                                                                |
| 楊翹碩   | 失戀學弟  | | 3-4             | |
| 林帥甫   | 電影明星  | 電影《博士任務》的演員，其飾演的「土博士」受鄭則守追捧，受傅理躬邀請參加兩人的婚禮。                                                                             | 3、8-9、12      | 除第12集外，其余時間以劇中電影角色出場。                                                                                |
| 河合朗弘 | 警察      | 逮捕齊天的警察。 | 5               | 官方沒有列出兩人角色名字，僅從兩人對白中得知其中一名警察名字為「Haru」。                                                |
| 邱治澔   | Haru      | 逮捕齊天的警察。 | 5               | 官方沒有列出兩人角色名字，僅從兩人對白中得知其中一名警察名字為「Haru」。                                                |
| 賴東賢   | 金予真    | 外冷內熱的熟男，和戀人一同在職場奮鬥直至步入婚姻，因為生活上的種種磨擦，向興望律師事務所找傅理躬委託離婚事宜，後在鄭則守和傅理躬的調解下重歸於好。               | 5-7             | 雖然官方Facebook將兩人角色名字分別標記為「小東」和「阿瀚」，但是從劇情和幕後花絮來看，兩人飾演的角色與《約·定》相關聯。 |
| 王碩瀚   | 石磊      | 個性外放、思考敏捷，與初戀情人閃電結婚，卻因個性問題決定前往興望事務所找鄭則守委託離婚事宜，後在鄭則守和傅理躬的調解下重歸於好。                                 | 5-7             | 雖然官方Facebook將兩人角色名字分別標記為「小東」和「阿瀚」，但是從劇情和幕後花絮來看，兩人飾演的角色與《約·定》相關聯。 |
| 張語彤   | 小女孩    | 與玲玲一起等簡英澤接她的小女孩。 | 6               | |
| 張語辰   | 小女孩    | 與玲玲一起等簡英澤接她的小女孩。 | 6               | |
| 王月     | 王女士    | 傅理躬的委託人，雖然家庭美滿，但因王女士不愛宋先生毅然決定結束多年婚姻。                                                                                         | 8-9、11         | 角色名僅在官方Facebook列出。                                                                                            |
| 宋少卿   | 宋先生    | 王女士先生，起初不同意王女士以不愛宋先生為由離婚，後在鄭則守和傅理躬的邀請與王女士協商離婚。                                                                     | 9、11           | |
| 張昌緬   | 媒人      | 為傅理躬介紹對象的媒人。 | 10              | |
| 善存     | 涂Sir       | 為鄭則守和傅理躬拍結婚照的攝影師。 | 12              | 角色名僅在官方Facebook列出。                                                                                            |
| 宋偉恩   | 小恩      | 傅理躬的朋友，前來參加鄭則守和傅理躬婚禮的來賓。 | 12、番外        | 角色名僅在官方Facebook列出，片尾表將兩人角色名稱呼為「婚禮來賓」。                                                      |
| 黃雋智   | 小智      | 鄭則守的朋友，前來參加鄭則守和傅理躬婚禮的來賓。 | 12、番外        | 角色名僅在官方Facebook列出，片尾表將兩人角色名稱呼為「婚禮來賓」。                                                      |
| 熊大律師 | 熊大律師  | 鄭則守和傅理躬的證婚人 | 12              | |
| 管麟     | Peter老師 | 鄭則守和傅理躬的高中英文老師，處罰上課睡覺的鄭則守放學後打掃二年級的廁所。                                                                                       | 番外            | 角色名僅在官方Facebook列出。                                                                                            |

## 歌曲
| 曲別   | 歌名            | 演唱者   | 作詞         | 作曲   |
| 片頭曲 | You Are My Baby | 艾雨帆   | 溫璽揚       | 鍾文濱 |
| 片尾曲 | 正負之間        | 艾雨帆   | 溫璽揚       | 溫璽揚 |
| 插曲   | 消失的情人節    | 蜜雪薇琪 | 蜜雪、范揚景 | 蜜雪   |
| 插曲   | 18歲的雨聲      | 蜜雪薇琪 | 范揚景       | 范揚景 |
| 插曲   | 在你身後        | 溫以飛   | 詹子維       | 溫以飛 |
| 插曲   | 微光            | 范揚景   | 范揚景       | 范揚景 |

## 各集標題
| 集數 | 標題     | 上架時間      |
| 1    | 點       | 2022年4月15日 |
| 2    | 平行     | 2022年4月15日 |
| 3    | 斜截式   | 2022年4月22日 |
| 4    | 餘弦定理 | 2022年4月29日 |
| 5    | 對稱軸   | 2022年5月6日  |
| 6    | 週期     | 2022年5月13日 |
| 7    | 和       | 2022年5月20日 |
| 8    | 等號     | 2022年5月27日 |
| 9    | 絕對值   | 2022年6月3日  |
| 10   | 三角函數 | 2022年6月10日 |
| 11   | 拋物線   | 2022年6月17日 |
| 12   | 重合     | 2022年6月24日 |

## 製作團隊
- 總導演：姜秉辰
- 導演：黃弈勛
- 監製：江明玉、金京恩、陳紹勳、何品萱
- 製作人：宋鎵琳、姜秉辰
- 執行製作人：劉紫瑜、王佑玲
- 編劇統籌：
- 編劇：黃弈勛、季電
- 製作公司：腦漿娛樂
- 出品公司：CATCHPLAY、文化內容策進院、日本樂天、SPO Entertainment、Video Market

## 外部連結
- 正負之間的Facebook專頁（繁體中文）
- 正負之間的Instagram帳戶（繁體中文）
- 正負之間的X（前Twitter）（日語）